# Šimon Ryšavý
Šimon Ryšavý (* 13. května 1957 Uherské Hradiště) je český nakladatel a knihkupec.

## Život a dílo
Od roku 1978 se stal pracovníkem a později vedoucím Cizojazyčné literatury v rámci s. p. Kniha Brno, od roku 1991 zahájilo činnost Nakladatelství Šimon Ryšavý a Knihkupectví Šimon Ryšavý.
Celkově Nakladatelství Ryšavý vydalo již kolem 350 knih. Knihkupectví původně fungovalo na České 31, následně ve středu Brna na náměstí Svobody, po zvýšení nájmu se v roce 2016 přestěhovalo do Židenic na Táborskou 30. Specialitou jeho vydavatelství jsou miniaturní knihy velikánů české literatury a knihy věnované českým legionářům a odboji.
Koncem 90. let započala jeho spolupráce s autorem Miloslavem Alexejem Fryščokem, jenž se ve svých pracích zaměřuje na československé legionáře a odboj. V roce 2001 založil spolu s ním a Bohuslavem Páralem občanské sdružení „Odkaz legionářů a odboje v naší vlasti“. Ve stejném období začal vydávat i knihy o Brně (neboli „brunensia“) a knihy o slavných osobnostech, které jsou s tímto městem úzce spjaty. Nejúspěšnější jsou knihy od historičky Mileny Flodrové o Brně a monografie významných herců z Brna (Josef Karlík, Vlasta Fialová, Ladislav Lakomý a další). V roce 2004 otevřel kavárnu Pod hodinami na České ulici, kde se konají vernisáže knih, výstavy uměleckých děl – a to jak z oboru malířství, tak ze světa fotografie, sochařství a rytectví.

## Ocenění
V roce 2005 se stal nositelem Ceny Jihomoravského kraje za přínos v oblasti literatury. V roce 2014 získal Cenu Český patriot – Mecenáš české historie pro rok 2013.